# Liste nationaler Eishockeymeister 2002
Diese Liste enthält die Landesmeister im Herren-Eishockey der Saison 2001/2002 bzw. 2002. Aufgeführt sind nationale Meister der Länder, die Vollmitglied der IIHF sind oder in der IIHF-Weltrangliste geführt werden. Ersatzweise wird der Gewinner der höchsten Profiliga aufgeführt, wenn ein nationaler Meister nicht explizit ermittelt wird (z. B. NHL-Gewinner in Nordamerika oder ALIH-Sieger in Ostasien).

## Deutschland, Österreich und Schweiz
| Wettbewerb                 | Meister bzw. Titelträger | Vizemeister          | Absteiger |
| Deutsche Eishockey Liga    | Kölner Haie              | Adler Mannheim       | Berlin Capitals (sportlicher Absteiger) Revierlöwen Oberhausen (fehlendes Stadion) Moskitos Essen (Insolvenz) |
| Österreichische Bundesliga | EC VSV                   | EHC Black Wings Linz | Kapfenberger SV                                                                                               |
| Nationalliga A             | HC Davos                 | ZSC Lions            | EHC Chur |

## Europa
| Land/Meisterschaft | Liganame                  | Meister                         | Finalgegner      |
| Belarus            | Extraliga                 | HK Keramin Minsk                |                  |
| Belgien            | Eredivisie                | Phantoms Deurne                 |                  |
| Bulgarien          | Bulgarische Eishockeyliga | HK Slawia Sofia                 |                  |
| Dänemark           | Superligaen               | Rungsted IK                     | Herning Blue Fox |
| Estland            | Meistriliiga              | Välk 494                        |                  |
| Finnland           | SM-liiga                  | Jokerit Helsinki                | Tappara Tampere  |
| Frankreich         | Élite Ligue               | Flammes Bleues de Reims         | Dragons de Rouen |
| Großbritannien     | Ice Hockey Superleague    | Sheffield Steelers              |                  |
| Irland             |                           | Dublin Flyers                   |                  |
| Island             |                           | Skautafelag Akureyrar           |                  |
| Italien            | Serie A1                  | HC Milano Vipers                |                  |
| BR Jugoslawien     |                           | HK Vojvodina Novi Sad           |                  |
| Kasachstan         | Kasachische Meisterschaft | Kaszink-Torpedo Ust-Kamenogorsk |                  |
| Kroatien           | Kroatische Meisterschaft  | KHL Medveščak Zagreb            |                  |
| Lettland           | Virsliga                  | HK Liepājas Metalurgs           |                  |
| Litauen            |                           | Garsu Pasaulis Vilnius          |                  |
| Luxemburg          |                           | Tornado Luxembourg              |                  |
| Niederlande        | Eredivisie                | Boretti Tigers Amsterdam        |                  |
| Norwegen           | Eliteserien               | Frisk Tigers                    |                  |
| Polen              | Ekstraliga                | Dwory S.S.A. Unia Oświęcim      | GKS Katowice     |
| Rumänien           | 1. Liga                   | Steaua Bukarest                 |                  |
| Russland           | Superliga                 | Lokomotive Jaroslawl            | Ak Bars Kasan    |
| Schweden           | Elitserien                | Färjestad BK                    | MODO Hockey      |
| Slowakei           | Extraliga                 | HC Slovan Bratislava            |                  |
| Slowenien          | Slowenische Eishockeyliga | HDD Olimpija Ljubljana          |                  |
| Spanien            | Superliga                 | FC Barcelona                    |                  |
| Tschechien         | Extraliga                 | HC Sparta Prag                  |                  |
| Ukraine            | Wyschtscha Liha           | HK Berkut Kiew                  | HK Sokol Kiew    |
| Ungarn             | Borsodi Jégkorong Liga    | Dunaferr SE Dunaújváros         |                  |

## Außereuropäische Ligen
| Land/Meisterschaft           | Liganame                    | Meister                                  | Finalgegner             |
| Australien                   | AIHL1                       | Sydney Bears                             | Adelaide Avalanche      |
| China                        |                             | Harbin                                   |                         |
| Israel                       |                             | HC Ma’alot                               |                         |
| Japan                        |                             | Kokudo                                   |                         |
| Malaysia                     |                             | Kuala Lumpur Barracudas                  |                         |
| Mexiko                       |                             | Distrito Federal I                       |                         |
| Mongolei                     |                             | Economical University                    |                         |
| Neuseeland                   |                             | Auckland Whalers                         |                         |
| Kanada                       | Memorial Cup                | Kootenay Ice                             | Victoriaville Tigres    |
| Kanada                       | Allan Cup                   | Garaga de Saint-Georges                  | Stony Plain Eagles      |
| Nordamerika                  | NHL                         | Detroit Red Wings                        | Carolina Hurricanes     |
| Nordamerika                  | AHL                         | Chicago Wolves                           | Bridgeport Sound Tigers |
| Singapur                     |                             | Continental Wings                        |                         |
| Südafrika                    | Interprovincial Tournament1 | Krugersdorp Wildcats                     |                         |
| Südkorea                     |                             | Halla Winia                              |                         |
| Taiwan                       |                             | Husky                                    |                         |
| Thailand                     |                             | Chevron Canstar                          |                         |
| Türkei                       | Superliga                   | Büyükşehir Belediyesi Ankara Spor Kulübü |                         |
| Vereinigte Arabische Emirate |                             | Al Wahda Abu Habi                        |                         |
| Vereinigte Staaten           | NCAA                        | University of Minnesota                  | University of Maine     |

1 Liga wurde vollständig im Kalenderjahr 2002 ausgetragen